# 江津 (サッカー選手)
江 津（こう しん、Jiang Jin、1969年10月7日 - ）は、中国の元サッカー選手。元中国代表。ポジションはゴールキーパー。

## 来歴
1997年に中国代表デビュー。AFCアジアカップ2000では全6試合に出場、ベスト4となった。中国史上初の出場となった2002 FIFAワールドカップでは全3試合に出場した。中国代表で54試合に出場した。
引退後は上海浦東中邦FCのキーパーコーチ兼任のアシスタントコーチに就任。しかし八百長事件に関与したとして、代表選手だった祁宏、申思、李明等と共に逮捕、投獄。また、サッカーに関わる一切の活動を禁じられた。

## 代表歴

### 出場大会
- 中国代表
  - 2002 FIFAワールドカップ

### 試合数
- 国際Aマッチ 54試合 0得点（1997年-2002年）[1]

| 中国代表 | 国際Aマッチ | 国際Aマッチ |
| 年       | 出場        | 得点        |
| -------- | ----------- | ----------- |
| 1997     | 3           | 0           |
| 1998     | 13          | 0           |
| 1999     | 0           | 0           |
| 2000     | 16          | 0           |
| 2001     | 16          | 0           |
| 2002     | 6           | 0           |
| 通算     | 54          | 0           |